# Verlioka
 (mars 2020).
Verlioka (russe : верлиока) également appelé Wyrlook (ukrainien : вирлоок) est un géant borgne de la mythologie slave orientale, ressemblant aux cyclopes.

## Légende
Verlioka a la tête et la barbe hirsute, il est boiteux, utilise un bâton pour marcher et vit dans la forêt.